# Timbres de France 1918
Cet article recense les timbres-poste de France émis en 1918 par l'administration des Postes.

## Généralités
Les émissions portent la mention « République française » et une valeur faciale libellée en centimes. Ils sont en usage en France métropolitaine, en Corse et en Algérie.
En pleine Première Guerre mondiale, une seule émission a lieu au profit de la Croix-Rouge française, la troisième émission de bienfaisance de France pendant ce conflit.
Les timbres-poste utilisés alors sont donc les deux séries d'usage courant aux types Blanc (petites valeurs) et Merson (fortes valeurs) dont les premiers exemplaires sont émis en 1900, et des Semeuse, type apparu en 1903.

### Tarifs
Le seul timbre émis en 1918 correspond au nouveau tarif du 1er janvier 1917 du premier échelon de la lettre simple et de la carte postale pour l'intérieur (15 centimes).

## Légende
Pour chaque timbre, le texte rapporte les informations suivantes :
- date d'émission, valeur faciale et description,
- formes de vente,
- artistes concepteurs et genèse du projet,
- manifestation premier jour,
- date de retrait, tirage et chiffres de vente,

ainsi que les informations utiles pour une émission donnée.

## Août
Le 8 août, est émis un timbre de bienfaisance de 15 centimes plus 5 centimes au profit de la Croix-Rouge française. De grand format horizontal, il est composé de piliers et d'arc comme si les deux paysages visibles étaient vus à travers ce décor architectural. À gauche, une infirmière marche vers l'arrière-plan et une autre infirmière.
À gauche, une vue marine montre un navire-hôpital à deux cheminées et portant une croix rouge. D’après les catalogues depuis au moins les années 1970, il s'agirait de l’Asturia. D'après une fiche du magazine Timbres magazine, il existe un paquebot britannique Asturias, torpillé par un sous-marin allemand et échoué en mars 1917, mais qui était doté d’une seule cheminée. Pour l’auteur anonyme de la fiche, le dessin « est bien trop imprécis pour qu'on puisse lui attribuer un autre nom que «navire-hôpital» tout simplement ».
Le timbre bicolore est dessiné par Louis Dumoulin et gravé par Léon Henri Ruffe. Il est imprimé en typographie en feuille de soixante-et-quinze exemplaires.
Le timbre est démonétisé le 1er avril 1921.

### Sources
- Catalogue de cotations de timbres de France, éd. Dallay, 2005-2006, page 136.